# Vasantnagar
Vasantnagar è una suddivisione dell'India, classificata come census town, di 4.117 abitanti, situata nel distretto di Yavatmal, nello stato federato del Maharashtra. In base al numero di abitanti la città rientra nella classe VI (meno di 5.000 persone).

## Geografia fisica
La città è situata a 19° 41' 38 N e 77° 36' 09 E.

## Società

### Evoluzione demografica
Al censimento del 2001 la popolazione di Vasantnagar assommava a 4.117 persone, delle quali 2.224 maschi e 1.893 femmine. I bambini di età inferiore o uguale ai sei anni assommavano a 654, dei quali 352 maschi e 302 femmine. Infine, coloro che erano in grado di saper almeno leggere e scrivere erano 2.310, dei quali 1.461 maschi e 849 femmine.